# Fred Winters
Pour les articles homonymes, voir Winters.
Fred Winters est un ancien joueur canadien de volley-ball né le 25 septembre 1982 à Victoria (Colombie-Britannique). Il mesure 1,98 m et jouait réceptionneur-attaquant. Il totalise 99 sélections en équipe du Canada. 
Il fait partie de l'équipe canadienne aux Jeux olympiques d'été de 2016.

## Clubs
| Club                     | Pays         | De        | À         |
| ------------------------ | ------------ | --------- | --------- |
| Université de Pepperdine | États-Unis   | 2001-2002 | 2004-2005 |
| Stade Poitevin           | France       | 2004-2005 | 2004-2005 |
| Hypo Tirol Innsbrück     | Autriche     | 2005-2006 | 2005-2006 |
| Lig Gumi                 | Corée du Sud | 2006-2007 | mars 2007 |
| Sisley Trévise joker     | Italie       | mars 2007 | mai 2007  |
| Yaroslavl Yaroslavich    | Russie       | 2007-2008 | 2008-2009 |
| Halkbank Ankara          | Turquie      | 2009-2010 | …         |

## Palmarès
- Championnat d'Italie (1)
  - Vainqueur : 2007
- Championnat d'Autriche (1)
  - Vainqueur : 2006
- Championnat NCAA (1)
  - Vainqueur : 2005
  - Finaliste : 2002
- Coupe d'Autriche (1)
  - Vainqueur : 2006